# Grivița (okręg Vaslui)
Grivița – wieś w Rumunii, w okręgu Vaslui, w gminie Grivița. W 2011 roku liczyła 1504 mieszkańców.